# Machenahalli, Shirhatti
Machenahalli là một làng thuộc tehsil Shirhatti, huyện Gadag, bang Karnataka, Ấn Độ.